# PSR J1909-3744とEQ J190947-374414
PSR J1909-3744とEQ J190947-374414とは、地球から見てみなみのかんむり座の方向に約3720光年離れた位置にあるパルサーと白色矮星の連星である。PSR J1909-3744は最も真円に近い周回軌道を持つ天体である。

## 物理的性質

### PSR J1909-3744
PSR J1909-3744は0.002947108021647488秒に1回、すなわち1秒間に約339回自転をしているミリ秒パルサーである。自転周期は18桁目まで正確な値であり、不確かさは±3×10-19秒である。この正確な自転周期を利用して、後の章で述べるようなこの連星系の正確な軌道要素が測定・計算できる。
PSR J1909-3744の質量は太陽の約1.4倍であり、中性子星の質量の上限であるトルマン・オッペンハイマー・ヴォルコフ限界の下限値に近い値を持つ。磁場は9200Tあり、地磁気の数億倍も強いが、一般的に1000万Tに達する中性子星からすれば極めて弱い。固有運動と年周視差によって求められた計算上の年齢は140億歳から190億歳である。

### EQ J190947-374414
白色矮星のEQ J190947-374414の物理的性質は、PSR J1909-3744から間接的に推定されており、PSR J1909-3744ほど詳細は分かっていない。EQ J190947-374414の質量は太陽の0.20倍と推定されており、PSR J1909-3744の約7分の1の重さである。表面温度は8200℃ (8500K) と、白色矮星としてはやや低温である。

## 軌道要素

PSR J1909-3744とEQ J190947-374414の軌道の概念図。PSR J1909-3744はEQ J190947-374414よりも重いため、より共通重心からの公転半径が狭い。

PSR J1909-3744とEQ J190947-374414の連星系は、PSR J1909-3744の自転周期から、互いの共通重心を1日12時間48分10.032518秒で公転している。公転周期の不確かさは±8.6×10-7秒である。公転周期と質量から、それぞれの共通重心からの軌道長半径は、PSR J1909-3744が57万0102.2469km、EQ J190947-374414が402万2605.6481kmであること、平均軌道速度はPSR J1909-3744が27.0364343km/s、EQ J190947-374414が190.767383kmであると求まる。PSR J1909-3744とEQ J190947-374414には質量差があるが、一方が他方を圧倒するような関係には無いため、共通重心はそれぞれの天体の外側にある。
軌道の離心率はPSR J1909-3744は知られているが、その値は0.000000135±0.000000012と極めて小さい。これは2013年現在で知られている限り、最も真円に近い軌道を持つ天体である。比較を述べれば、例えば地球は0.0167、既知で最も真円の軌道を持つ太陽系の天体である海王星の衛星のトリトンでも0.000016である。このため、直径約114万kmの軌道の中で、共通重心に対する近点と遠点の差はわずか1538mである。

## その他
PSR J1909-3744とEQ J190947-374414は、地球から3720光年という遠距離にある割には、赤経方向に-9.5mas/年、赤緯方向に-35.9mas/年という大きな固有運動を持つ。このことから、接線速度は200km/sという速度で動いていると考えられている。